# Pirazina
Pirazina é um composto orgânico heterocíclico e aromático com a fórmula C4H4N2. Pirazina é uma molécula simétrica com grupo pontual de simetria D2h. É encontrada no ácido fólico na forma de pterina. Derivados tais como fenazina são bem conhecidas pelas suas atividades antitumores, antibióticas e diuréticas. Pirazina é menos básica em natureza que a piridina, piridazina e pirimidina. Tetrametilpirazina (também conhecida como ligustrazina) é descrita como eliminando o ânion superóxido e diminuindo a produção de óxido nítrico em leucócitos polimorfonucleares em humanos, e é um componente de algumas ervas na medicina tradicional chinesa.

## Síntese
Existem numerosos métodos para o síntese orgânica da pirazina e de seus derivados. Algumas delas estão entre as mais antigas reações de síntese ainda em uso.
Na síntese da pirazina de Staedel–Rugheimer (1876) 2-cloroacetofenona reage com amônia à aminocetona, então condensada e oxidada à pirazina. Uma variação é a síntese de pirazina de Gutknecht (1879) também baseada sobre esta autocondensação, mas diferindo na rota pela qual a alfa-cetoamina é sintetizada. 
A síntese de Gastaldi (1921) é outra variação: